# Comitatul Iosco, Michigan
Comitatul Iosco, conform originalului din engleză Iosco County este unul din cele 72 de comitate din statul Michigan din Statele Unite ale Americii. Conform recensământului efectuat de United States Census Bureau în anul 2000, populația comitatului era de 27.339 de locuitori. Sediul comitatului este localitatea Tawas City GR6.
Cuvântul Iosco este un cuvânt amerindian care desemnează "apă de lumină."  În anul 1840 a fost fondat sub numele de comitatul Kanotin și redenumit ulterior Iosco în 1843. Comitatul a fost organizat doar în anul 1857.
Comitatul este situat în partea superioară, central-estică a peninsulei inferioară (engleză Lower Peninsula), învecinându-se cu Lacul Heron la est.

## Geografie
Conform Census 2000, comitatul avea o suprafață totală de 4.897,39 km² (sau 1.890,77 sqmi), dintre care 1.422,97 km2 (ori 549.11 sqmi, sau 29,04 %) reprezintă uscat și restul de 3.475,42 km2 (sau 1,341.66 sqmi, ori 70,96 %) este apă.

### Comitate adiacente
- Comitatul Alcona—nord
- Lake Huron—nord-est și est
- Saginaw Bay—sud-est
- Comitatul Arenac—sud și sud-vest
- Comitatul Ogemaw—vest
- Comitatul Oscoda—nord-vest

## Populated places
| Orașe (Cities) - East Tawas - Tawas City - Whittemore | Localități neîncorporate (Unincorporated communities) - Au Sable | - Hale - Long Lake - National City - Oscoda |

Cantoane / Districte (Townships)
| - Alabaster Township - Au Sable Charter Township - Baldwin Township - Burleigh Township | - Grant Township - Oscoda Charter Township - Plainfield Township - Reno Township | - Sherman Township - Tawas Township - Wilber Township |

## Demografie
|  | Graficele sunt indisponibile din cauza unor probleme tehnice. Mai multe informații se găsesc la Phabricator și la wiki-ul MediaWiki. |

Date: Wikidata - grafică realizată de Wikipedia